# Handpalmverhaal
Een handpalmverhaal, soms ook aangeduid met de Engelse term flash fiction (vertaald als flitsverhaal), is een literair genre dat uit korte fictionele teksten bestaat. De lengte van het verhaal is korter dan dat van een kort verhaal, doorgaans niet langer dan één pagina.
De term flash fiction komt voort uit een bloemlezing met die titel gepubliceerd in 1992. De term handpalmverhaal werd dan weer bedacht door de Japanse schrijver Yasunari Kawabata.  

## Lengte
Een exacte definitie van hoelang een handpalmverhaal mag zijn is er niet. Een specifiek formaat, gedefinieerd door Steve Moss, stelt dat een handpalmverhaal maar 55 woorden mag bevatten, niet meer, niet minder. Een andere definitie is dat de titel niet meer dan zeven woorden mag bevatten. Andere vaak gebruikte grenzen zijn 300 woorden en 1000 woorden.

## Geschiedenis
Handpalmverhalen zijn reeds terug te voeren tot de Fabels van Aesopus. Bekende schrijvers van het genre zijn Saadi (The Gulistan), Bolesław Prus, Anton Tsjechov, O. Henry, Daniil Charms, Franz Kafka, H.P. Lovecraft, Yasunari Kawabata, Ernest Hemingway, Julio Cortázar, Arthur C. Clarke, Ray Bradbury, Kurt Vonnegut, Fredric Brown en Lydia Davis.
De komst van het internet heeft aan het einde van de 20e eeuw tot een heropleving van handpalmverhalen geleid. Handpalmverhalen worden ook gepubliceerd door veel tijdschriften.
In de Duitse literatuur zijn auteurs Peter Bichsel, Heimito von Doderer, Helmut Heißenbüttel en Günter Kunert auteurs van belang.
De Latijns-Amerikaanse literatuur heeft vele auteurs van microrrelatos, zoals Augusto Monterroso, Alejandro Córdoba Sosa, Luis Felipe Lomeli, Alfredo Álamo, Santiago en José Luis Zárate Eximeno.
In de Angelsaksische literatuur schreven Raymond Carver, Robert Coover en Sean Hill er.
In Frankrijk en in Franstalige landen als België en Canada zijn schrijvers als Jacques Fuentealba, Régis Jauffret, Vincent Bastin, Olivier Gechter en Laurent Berthiaume begonnen met de zeer korte verhalen (les micronouvelles) populair te maken.
In het Nederlands zijn onder meer de flitsverhalen van A.L. Snijders bekend (pseudoniem van Peter Cornelis Müller).

## Prijs
In 2007 bedacht auteur Robert Laughlin de Micro Award voor het belonen van prestaties op het gebied van handpalmverhalen.